# حوزه انتخابیه تاکستان
حوزه انتخاباتی تاکستان یکی از حوزه از حوزه‌های استان قزوین برای انتخابات مجلس شورای اسلامی است. این حوزه به مرکزیت تاکستان، ۱ نماینده دارد قبلا بخش های کوهین و طارم سفلی جزئی از حوزه انتخابیه تاکستان بودند حوزه انتخابیه تاکستان تا پیش از تاسیس استان قزوین در استان زنجان قرار داشت و بعد از حوزه انتخابیه زنجان و طارم حوزه انتخابیه تاکستان دومین حوزه انتخابیه پرجمعیت استان بود و هم اکنون در استان قزوین دومین حوزه انتخابیه پرجمعیت است.

## فهرست نمایندگان مجلس شورای اسلامی
- قهرمان رحمانی: از سال (۱۳۶۳ تا ۱۳۵۹)= دوره نخست
- سید حسین محمدی آذر: از سال (۱۳۶۷ تا ۱۳۶۳)= دوره دوم
- قهرمان رحمانی: از سال (۱۳۷۱ تا ۱۳۶۷)= دوره سوم
- رجب رحمانی: از سال (۱۳۷۵ تا ۱۳۷۱)= دوره چهارم
- رجب رحمانی: از سال (۱۳۷۹ تا ۱۳۷۵)= دوره پنجم
- رجب رحمانی: از سال (۱۳۸۳ تا ۱۳۷۹)= دوره ششم
- رجب رحمانی: از سال (۱۳۸۷ تا ۱۳۸۳)= دوره هفتم
- امیر طاهرخانی: از سال (۱۳۹۱ تا ۱۳۸۷)= دوره هشتم
- رجب رحمانی: از سال (۱۳۹۵ تا ۱۳۹۱)= دوره نهم
- بهمن طاهرخانی: از سال (۱۳۹۹ تا ۱۳۹۵)= دوره دهم
- رجب رحمانی: از سال (۱۴۰۳ تا ۱۳۹۹)= دوره یازدهم
- عباس بیگدلی: از سال (۱۴۰۳)= دوره دوازدهم

## پی‌نوشت و منبع
- «جدول حوزه‌های انتخابیه در انتخابات دهمین دورهٔ مجلس شورای اسلامی» (PDF). مرکز پژوهش و سنجش افکار صدا و سیما. بایگانی‌شده از اصلی (PDF) در ۵ اكتبر ۲۰۱۸. دریافت‌شده در ۱۸ ژوئیه ۲۰۱۶. تاریخ وارد شده در |archive-date= را بررسی کنید (کمک)